# Haitian Fight Song
Haitian Fight Song ist eine Jazzkomposition von Charles Mingus.

## Der Titel
Haitian Fight Song wurde von Charles Mingus erstmals auf der LP Mingus at the Bohemia (Debut Records) von 1955 eingespielt. Charles Mingus schrieb zu seiner Komposition: Haitian Fight Song könnte genauso gut ″Afroamerikanischer Fight Song″ heißen. Sie hat Folk-Wurzeln, aber die Art von Folk-Musik die ich immer irgendwo höre. Außerdem hat sie etwas vom Geist alter Kirchen(musik). Ich wuchs als Methodist auf, aber da war eine ″Kirche der Heiligen″ (Holiness Church) an der Ecke, und dieser Ausdruck jener Musik, die wild war, geht in unsere Musik ein. Ich kann es nicht spielen, ohne an Vorurteile, Hass und politische Verfolgung zu denken und wie unfair das alles ist. (In diesem Stück) ist eine Traurigkeit und der Schrei (der Verzweiflung) darüber, und gewöhnlich endet es damit, dass ich spüre: ″Ich habe es gesagt″ - Ich hoffe, jemand hört mich.
Das Stück (aufgenommen von Mingus) wird in einer Liebesszene des Films Jerry Maguire – Spiel des Lebens zwischen Tom Cruise und Renée Zellweger verwendet. Vorher übergibt Babysitter Chad Jerry Maguire eine Kassette mit Miles Davis und John Coltrane (Stockholm 1963) mit wärmsten Empfehlungen. Regisseur Cameron Crowe wollte ursprünglich daraus So What verwenden, was sich aber nach seinen Worten als zu „schlaff“ erwies: Es war nicht so gut wie Charles Mingus Haitian Fight Song, der wie eine Herde sich paarender Elefanten klang.
Im Rahmen des Charles-Mingus-Projektes Weird Nightmare: Meditations on Mingus wurde der Song gekoppelt mit „Reincarnation of a Lovebird“ von Don Alias, Don Byron, Bill Frisell und Greg Cohen interpretiert.

## Auswahl-Diskografie
- Charles Mingus: Mingus at the Bohemia (Debut/Fantasy, 1955)
- Charles Mingus The Clown (Atlantic 1957)
- Mingus Big Band: Blues And Politics (Dreyfus, 1965/1999)
- Pepper Adams: Plays Charles Mingus (FSR, 1963)